# Zvon z roku 1802 v kostele svatého Petra a Pavla v Chlumu
Zvon z r. 1802 ze sakristie kostela sv. Petra a Pavla v Chlumu v Hlinsku nesl nápis v azbuce: MACTEPЪ AЛEKCEI CMИPHOBЪ BЪ BДAБДЪ 1802.

## Původ zvonu
Zvon byl zakoupen chlumskými od ruského obchodníka v r. 1813.